# Everardo Rose
Everardo Ernesto Rose Clarke (ur. 23 lipca 1999 w Colón) – panamski piłkarz występujący na pozycji napastnika lub skrzydłowego, od 2025 roku zawodnik Plaza Amador.